# مقاطعة فورلي تشيزينا

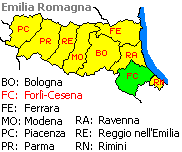
مقاطعة فورلي تشيزينا

مقاطعة فورلي تشيزينا (بالإيطالية: Provincia di Forlì-Cesena)‏، مقاطعة شمال إيطاليا في إقليم إميليا رومانيا عاصمتها مدينة فورلي، عدد سكانها 377.993 نسمة ومساحتها 2377 كيلومتر مربع وبها 30 مدينة وبلدة، تحدها شمالا مقاطعة رافينا، وشرقا البحر الادرياتيكي ومقاطعة ريميني، وجنوبا إقليم ماركي (عند مقاطعة بيزارو وأوربينو)، ومن الجنوب والغرب إقليم توسكانا (عند مقاطعة أريتسو ومقاطعة فلورنسا).

## أهم المدن
- Forlì فورلي 112.477 نسمة.
- Cesena تشيزينا 93.857 نسمة.
- Cesenatico تشيزيناتيكو 23.416 نسمة.